# Droga wojewódzka nr 373
Droga wojewódzka nr 373 (DW373) – droga wojewódzka w województwie dolnośląskim przebiegająca od węzła Oleśnica Północ drogi ekspresowej S8 do miejscowości Spalice. Ma długość ok. 1,2 km. Przebiega w dawnym śladzie końcowego odcinka drogi krajowej nr 25 – przed otwarciem drogi ekspresowej S8 na odcinku od Oleśnicy do Sycowa droga ta kończyła się w Spalicach na skrzyżowaniu z ówczesną drogą krajową nr 8.

## Stary przebieg
Dawny przebieg drogi wojewódzkiej nr 373 znajdował się w całości w Świebodzicach – trasa łączyła ze sobą dwa odcinki dawnej drogi wojewódzkiej nr 371. Przebieg trasy poprowadzono ulicą Świdnicką. Miała ona długość ok. 750 metrów, w całości będąc ulicą jednokierunkową. Obie drogi utraciły status drogi wojewódzkiej w drodze Uchwały nr XVI/428/15 Sejmiku Województwa Dolnośląskiego z dnia 26 listopada 2015 r. w sprawie pozbawienia dróg kategorii dróg wojewódzkich.

## Miejscowości leżące przy DW373
- Sokołowice (S8)
- Spalice (DW451)

### Stary przebieg
- Świebodzice